# Philips Wouwerman

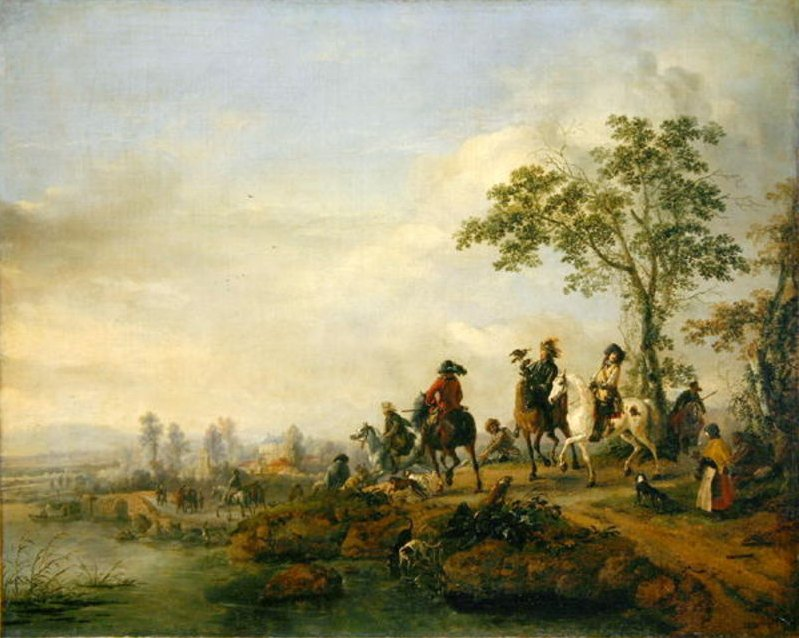
Solymászok vadászat után (1658)

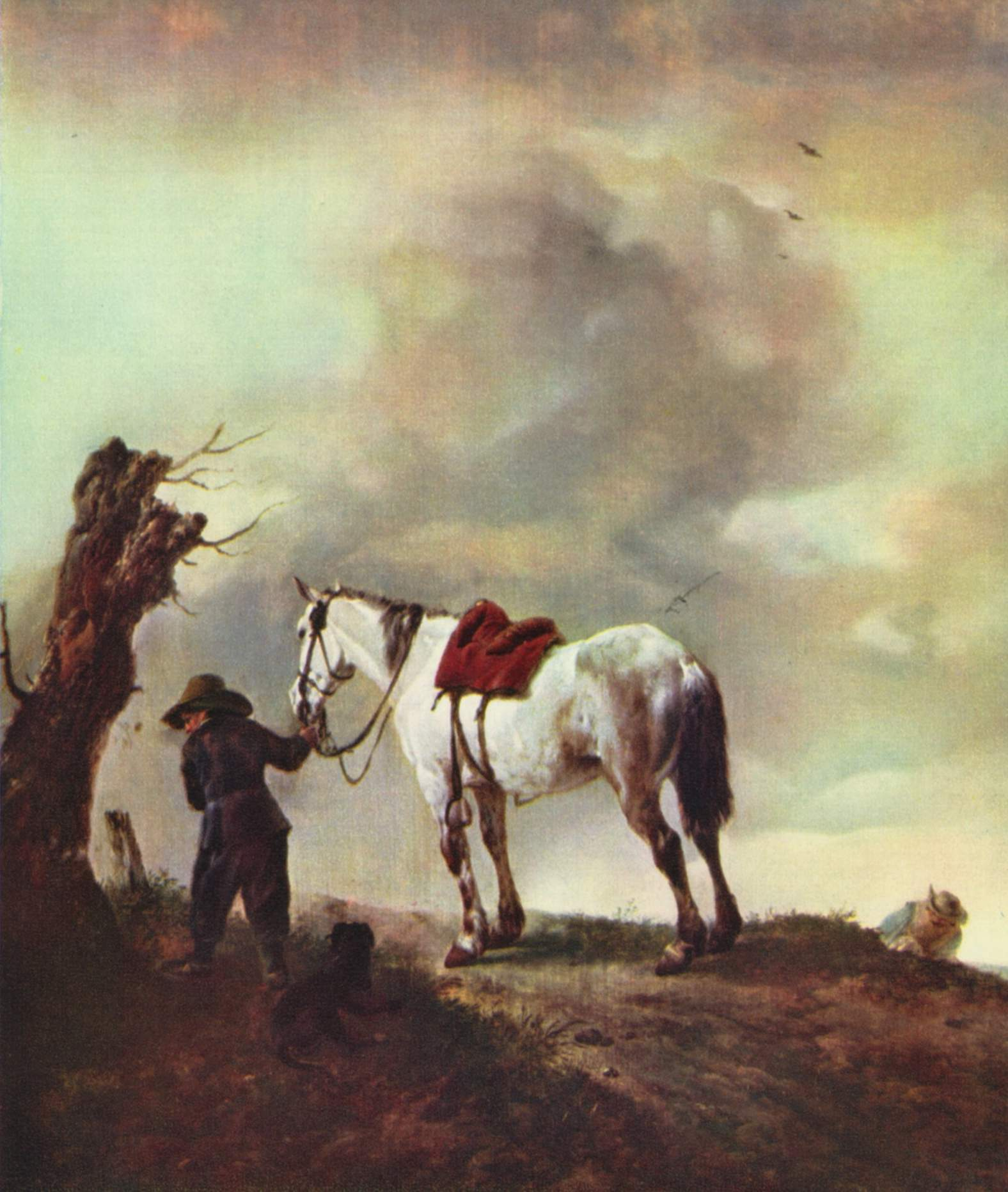
A szürke (1645 körül)

Philips Wouwerman (vagy Philips Wouwermans) (Haarlem, Hollandia, 1619. május 24. – Haarlem, 1668. május 19.) holland festő. Az egyik legjelentősebb holland kismester. Számos képét mozgalmasság, sok figura ábrázolása, gazdag fantázia jellemzi.

## Életpályája
Wouwerman először apjától, Paul Joosten Wouwermantól tanult festeni, aki közepes tehetségű, történelmi festő volt, majd és Jan Wijnants tanítványa volt. A tanulásban társa volt Frans Hals (1581/85–1666), akinek festőcéhébe 1642-ben Wouwerman is bekerült. Wijnantsnál főleg a tájképfestésben képezte ki magát, míg az emberi és állati alakok festésében Pieter van Laer volt mintája. 1640-ben lett a haarlemi festőcéh mestere. Eleinte bibliai tárgyú képekkel (Az angyalok kihirdetik a pásztoroknak Krisztus születését és Keresztelő Szent János a pusztában) próbálkozott meg, de ezeknek csekély sikere után táj- és tengeri képek, állatok és utcai jelenetek festésére adta magát. Már ezekben is főleg mint a lovak ügyes festője tűnt föl, világhírét azonban elsősorban a maguk nemében páratlan csataképeinek köszönheti. Rendkívüli termékenységénél fogva (mintegy 800 festménye maradt fönn) néha ismétli önmagát. Szakmailag sikeres pályafutása után 1668-ban halt meg, szülővárosában.

## Művei
- Tájképek
- Zsánerképek
- Csatajelenetek
- Vadászképek
- A Szépművészeti Múzeumban Budapesten 4 képe található.

## Kapcsolódó szócikk
- Festőművészek listája

## Szakirodalom
- Birgit Schumacher, Philips Wouwerman. The Horse Painter of the Golden Age, Davaco Publishers, Doornspijk 2006
- Frederik J. Duparc, "Philips Wouwerman, 1619-1668", in: Oud Holland, 1993, vol. 107, no. 3, pp. 257–286
- Birgit Schumacher, Studien zu Werk und Wirkung Philips Wouwermans', Diss. Munich 1989
- Justus Hofstede de Groot, Beschreibendes und kritisches Verzeichnis der Werke der hervorragendsten holländischen Maler des XVII Jahrhunderts, vol. 2, Esslingen and Paris 1908
- John Smith, A Catalogue Raisonné of the Works of the Most Eminent Dutch, Flemish and French Painters, vol. 1, pp. 199–412 and vol. 9, pp. 137–233, London 1829 and 1842